# 6. SS-Gebirgs-Division Nord
De 6. SS-Gebirgs-Division Nord was een divisie van de Waffen-SS. De divisie werd op 28 februari 1941 opgericht in Noorwegen en ontbonden op 8 mei 1945 met de onvoorwaardelijke overgave van nazi-Duitsland.
De divisie is gedurende het grootste deel van de oorlog gelegerd geweest in Noorwegen. Begin 1945 werd de divisie overgebracht naar Noord-Duitsland waar ze in reserve werd gehouden voor het Duitse 7e leger, gelegen aan de Rijn.
Het embleem van de 6. SS-Gebirgs-Division was de Hagall rune. Deze rune is van IJslandse afkomst en betekent ‘heil’.

## Geschiedenis

### Oprichting en formatie
Na de oorlog in Noorwegen in april 1940, besloot Hitler om uit de SS-Totenkopfverbände een nieuwe eenheid te vormen om de grens met de Sovjet-Unie te bewaken. De eerste twee eenheden die in Noorwegen werden opgericht waren het SS-Battalion Reitz en het 9e SS-Totenkopf-Regiment. In het begin van 1941 voegden de 6e en 7e SS-Regimenten zich bij hen en werden de formaties samengevoegd tot de 6e SS-Gebirgs-Division, die later de naam Nord kreeg.
De divisie was goed uitgerust maar nauwelijks getraind voor de loodzware omstandigheden boven de Noordpoolcirkel, en generaal Nikolaus von Falkenhorst twijfelde erg aan hun capaciteiten.

### Wapenfeiten in de periode 1941-43
Tegen eind juni 1941 was de divisie in positie langs de Noors-Finse grens om deel te nemen aan operatie Polarfuchs, een deeloperatie van operatie Barbarossa. Bij de gevechten rond Salla verloor de divisie 300 doden en 400 gewonden in enkele dagen.
De gevechten bij Salla waren algemeen beschouwd een ramp: door de dichte bossen en de dikke mist waren de eenheden volledig gedesoriënteerd, en wanneer effectief vijanden tegengekomen werden, trokken de meeste troepen zich terug. Het 6e SS-Gebirgsjäger-Artillerie-Regiment werd bij de divisie gevoegd, en de volledige divisie werd bij het Finse 3e Korps geplaatst. Tegen eind 1941 had de divisie zware verliezen geleden, die vervangen werden door jongere en beter getrainde rekruten van de Waffen-SS.
Gedurende 1942 en 1943 bezette de 6e SS-divisie posities langs het Kestenga-front. In tegenstelling tot de meeste andere gebieden langs het oostfront was dit een relatief rustig gebied.

### Wapenfeiten in de periode 1944-1945
Toen het zomeroffensief van de Sovjets losbarstte in 1944, slaagde de Nord divisie erin om haar posities te behouden tot ze zich moest terugtrekken wegens de afzonderlijke wapenstilstand tussen de Finnen en de Sovjets. De 6e SS-divisie vormde vervolgens de achterhoede tijdens operatie Birch, de terugtrekking van de Duitse eenheden uit Finland. Van september tot november 1944 marcheerde de divisie 1600 km tot Mo i Rana in Noorwegen. Vervolgens werd de divisie overgeplaatst naar Denemarken en daar opnieuw op sterkte gebracht. Deze vervangers waren vooral Volksduitsers, etnische Duitsers, die slechts een korte opleiding hadden genoten.
Hoewel de divisie zou moeten hebben deelgenomen aan het Ardennenoffensief, slaagde ze er pas op 20 december in om te verzamelen in Aarhus, Denemarken. Het Ardennenoffensief was ondertussen al enkele dagen aan de gang. In plaats van de Ardennen werd het reisdoel van de 6e SS-divisie de Vogezen in Frankrijk.
Op 2 januari 1945 ging een deel van de divisie (het 12e SS-Gebirgs-Regiment en het 506e SS-Battalion) samen met de 361e Volksgrenadier Division in de aanval tegen de Amerikaanse 45e Infanteriedivisie. Zes dagen van zware gevechten in het stadje Wingen leverden echter niets op, en het grootste deel van de Duitse strijdkrachten werd gedood of gevangengenomen.
Op 16 januari omsingelde het 11e SS-Gebirgs-Regiment zes compagnieën van het Amerikaanse 157e Infanterieregiment. De Amerikanen gaven zich over, waardoor 482 soldaten in krijgsgevangenschap geraakten. De Nord divisie viel nog vier dagen aan, maar de zware tegenstand van de Amerikanen drong de divisie in het defensief.
Na operatie Nordwind bleef de divisie aan het westelijke front, waar er nog gevochten werd tegen de Amerikanen bij Trier. In april werd de 6e SS-divisie van de frontlijn gehaald en achtergehouden als reserve. In mei 1945 gaven de restanten van de divisie zich over aan de Amerikanen in Oostenrijk.

## Oorlogsmisdaden
Tijdens de terugtrekking uit Finland zou de 6. SS-Gebirgs-Division Nord het stadje Rovaniemi vernietigd hebben.

## Commandanten
| Commandant                                     | Begindatum       | Einddatum        |
| ---------------------------------------------- | ---------------- | ---------------- |
| SS-Brigadeführer Karl Herrmann                 | 28 februari 1941 | 15 mei 1941      |
| SS-Obergruppenführer Karl Demelhuber           | 15 mei 1941      | 1 april 1942     |
| SS-Obergruppenführer Matthias Kleinheisterkamp | 1 april 1942     | 20 april 1942    |
| SS-Oberführer Hans Scheider                    | 20 april 1942    | 14 juni 1942     |
| SS-Obergruppenführer Matthias Kleinheisterkamp | 14 juni 1942     | 15 oktober 1943  |
| SS-Gruppenführer Lothar Debes                  | 15 oktober 1943  | 14 juni 1944     |
| SS-Obergruppenführer Friedrich-Wilhelm Krüger  | 14 juni 1944     | 23 augustus 1944 |
| SS-Brigadeführer Gustav Lombard                | 23 augustus 1944 | 1 september 1944 |
| SS-Gruppenführer Karl Brenner                  | 1 september 1944 | 3 april 1945     |
| SS-Standartenführer Franz Schreiber            | 3 april 1945     | 8 mei 1945       |

## Samenstelling
- Stab der Division
- SS-Gebirgs-Jager-Regiment 11 "Reinhard Heydrich"
- SS-Gebirgs-Jager-Regiment 12 "Michael Gaissmair"
- SS-Panzer-Grenadier-Abteilung 506
- SS-Infanterie-Regiment (mot) 5
- SS-Infanterie-Regiment 9 (onttrokken in 1943)
- SS-Schutzen-Abteilung (mot) 6
- SS-(Gebirgs-) Panzerjager-Abteilung 6
- SS-Sturmgeschutz-Batterie 6
- SS-Gebirgs-Artillerie-Regiment 6
- SS-Flak-Abteilung 6
- SS-(Gebirgs-) Nachrichten-Abteilung (mot?) 6
- SS-Gebirgs-Aufklarungs-Abteilung (mot) 6
- SS-(Gebirgs-) Pionier-Abteilung 6
- SS-Ski-Jager-Abteilung (norwegisches)
- SS-Ski-Jager-Abteilung "Norwegen" of "Norge"
- SS-Dina 6
- SS-Bekleidungs-Instandsetzungs-Kompanie 6
- SS-Sanitats-Kompanie 6
- SS-Veterinar-Kompanie 6
- SS-Kriegsberichter-Zug 6
- SS-Feldgendarmerie-Trupp 6
- SS-Politikompani